# Nunu Abaszydze
Nunu Dżunsuhiwna Abaszydze, ukr. Нуну Джансугівна Абашидзе (ur. 27 marca 1955 w Nowowołyńsku) – ukraińska lekkoatletka specjalizująca się w pchnięciu kulą, uczestniczka letnich igrzysk olimpijskich w Moskwie (1980). W czasie swojej kariery reprezentowała również Związek Socjalistycznych Republik Radzieckich. Obecnie obywatelka Kanady.

## Sukcesy sportowe
- dwukrotna mistrzyni ZSRR w pchnięciu kulą – 1982, 1984[2]
- czterokrotna halowa mistrzyni ZSRR w pchnięciu kulą – 1979, 1981, 1984, 1986[3]

| Rok  | Miasto    | Zawody                    | Konkurencja    | Wynik         |
| ---- | --------- | ------------------------- | -------------- | ------------- |
| 1980 | Moskwa    | Igrzyska olimpijskie      | pchnięcie kulą | 4. miejsce    |
| 1981 | Grenoble  | Halowe mistrzostwa Europy | pchnięcie kulą | 4. miejsce    |
| 1982 | Ateny     | Mistrzostwa Europy        | pchnięcie kulą | brązowy medal |
| 1983 | Budapeszt | Halowe mistrzostwa Europy | pchnięcie kulą | 5. miejsce    |
| 1983 | Helsinki  | Mistrzostwa świata        | pchnięcie kulą | 4. miejsce    |
| 1984 | Göteborg  | Halowe mistrzostwa Europy | pchnięcie kulą | 4. miejsce    |
| 1984 | Praga     | Zawody Przyjaźń-84        | pchnięcie kulą | brązowy medal |
| 1985 | Paryż     | Światowe igrzyska halowe  | pchnięcie kulą | brązowy medal |
| 1986 | Madryt    | Halowe mistrzostwa Europy | pchnięcie kulą | 4. miejsce    |
| 1986 | Stuttgart | Mistrzostwa Europy        | pchnięcie kulą | 6. miejsce    |

## Rekordy życiowe
- pchnięcie kulą – 21,53 – Kijów 20/06/1984
- pchnięcie kulą (hala) – 21,06 – Budapeszt 08/02/1984